# Spawn/Batman
Spawn/Batman é uma edição especial de história em quadrinhos de 1994, escrita por Frank Miller e desenhada por Todd McFarlane, publicada simultaneamente pela DC Comics e Image Comics.[carece de fontes?] É um crossover de quadrinhos entre Batman e Spawn.
No Brasil, a edição especial foi publicada pela editora Abril Jovem em dezembro de 1997.[carece de fontes?]

## Sinopse
Batman viaja para a cidade de Nova York em busca de um arsenal de armas de alta tecnologia e robôs que usam cabeças humanas decapitadas como seus cérebros. Spawn, por sua vez, investiga um estranho que está sequestrando os mendigos de Rat City e na sua cruzada, ele conhece um estranho encapuzado (Batman) e acaba confundindo-o com o assassino. Antagônicos, conflituosos e desconfiados um do outro, Spawn e Batman se enfrentam em uma batalha violenta (na qual Sapwn sai com uma ferida horrível no rosto) até perceberem que estão atrás do mesmo vilão. Embora com certa relutância, eles decidem trabalhar juntos. A pessoa que eles buscam tem sequestrado e decapitado mendigos para usá-las nos robôs, mas isso é apenas uma parte do plano: também há um arsenal nuclear pronto para ser implantado.

## Continuidade
Uma nota dentro da capa revela que o one-shot é "uma peça complementar para The Dark Knight Returns da DC Comics. Ele não representa a continuidade atual da DC" e assim por diante. Embora o crossover nunca tenha feito parte da continuidade de Spawn, é uma crença comum que a cicatriz que aparece no rosto de Spawn no início do Spawn #21 é a mesma ferida infligida por Batman com um batarangue jogado no final do crossover.
O crossover cronologicamente está localizado, no caso de Batman, depois do seu confronto com Bane e, no caso de Spawn, após seu encontro com Harry Houdini.
Frank Miller revelou que o crossover ocorreu em seu universo compartilhado de Batman junto com The Dark Knight Returns e suas sequências.

## Batman-Spawn: Guerra Infernal
Outro encontro dos dois personagens foi Batman-Spawn: War Devil publicado pela DC. Foi escrito por Doug Moench, Chuck Dixon e Alan Grant e desenhado por Klaus Janson.